# Columbo: Doppelter Schlag
Doppelter Schlag (Originaltitel: Double Shock) ist eine erstmals im Rahmen der NBC-Sunday-Mystery-Movie-Serie gesendete Episode der Kriminalfilm-Reihe Columbo aus dem Jahr 1973. Die deutschsprachige Erstausstrahlung der achten Folge der zweiten Staffel folgte 1975 im Deutschen Fernsehen. Der US-amerikanische Schauspieler Martin Landau verkörpert in einer Doppelrolle als ungleiches Brüderpaar Dexter und Norman Paris die Gegenspieler von Inspektor Columbo, dargestellt von Peter Falk.

## Handlung
Der wohlhabende und trotz seines Alters noch rüstige Clifford Paris beabsichtigt, die junge Lisa Chambers zu heiraten. Seine beiden Neffen Dexter und Norman Paris, die seit Langem miteinander im Streit liegen, stecken in finanziellen Nöten und fürchten um ihr Erbe. Am Tag vor der Hochzeit kommt Dexter zu Besuch. Während Clifford mit Michael Hathaway, dem Anwalt und Freund der Familie, einen sportlichen Fechtkampf austrägt, unterhält sich der Gast mit der langjährigen Haushälterin Mrs. Peck, die die bevorstehende Vermählung wegen des Altersunterschiedes ebenso hinterfragt. Nachdem Dexter und Hathaway gegangen sind, schließt Mrs. Peck die Haustür ab und schaltet die Alarmanlage ein. Anschließend zieht sie sich in ihr Zimmer zurück, um eine Fernsehserie anzuschauen. Als Clifford ein Entspannungsbad nimmt, betritt Dexter den Raum und präsentiert sein angebliches Hochzeitsgeschenk: einen Handmixer. Unversehens verbindet er das Gerät mit einer Steckdose neben der Wanne und wirft es im eingeschalteten Zustand in das Badewasser. Clifford ist sofort tot. Mrs. Peck bemerkt den kurzen Stromausfall und ist verärgert, weil das Fernsehbild einen bleibenden Farbstich aufweist. Einige Zeit später erscheint Chambers im Haus, um ihren Verlobten abzuholen. Da sich im scheinbar unbenutzten Badezimmer niemand befindet, begibt sie sich in den Fitnessraum, aus dem Geräusche dringen. Cliffords lebloser Körper hängt im Trainingsanzug über dem drehenden Fahrradergometer.
Für die Polizei sieht es zunächst nach einem Herzanfall infolge übermäßiger körperlicher Belastung aus. Chambers ist hingegen von einem Mord aus Geldgier überzeugt. Inspektor Columbo entdeckt zufällig ein feuchtes Handtuch im Wäschekorb des ansonsten aufgeräumten Badezimmers. Da die penible Mrs. Peck nach eigener Aussage noch am Nachmittag alle Handtücher ausgetauscht hat, muss Clifford ein Bad genommen haben. Doch aus welchem Grund sollte er danach sofort wieder trainieren? Aufgrund dieses Widerspruches ordnet Columbo eine Obduktion der Leiche an, die ergibt, dass Clifford an einem elektrischen Schlag gestorben ist. Zudem deutet ein Fußabdruck im Beet auf einen Eindringling mit Plattfüßen hin. Interessanterweise leiden die eineiigen Zwillinge Dexter und Norman, die nacheinander am Tatort eintreffen und sich gegenseitig beschuldigen, beide unter dieser Fußfehlstellung. Aber wie konnte jemand das Haus betreten, obwohl die Alarmanlage aktiviert war? Beim Verhör versichert Norman, als Bankangestellter im Gegensatz zu seinem Bruder über genügend Geld zu verfügen und kein Motiv zu besitzen. Im Anschluss an einen spontanen Liveauftritt bei Dexters Fernsehkochsendung erfährt der Inspektor bei einer Reise nach Las Vegas die Wahrheit: Norman hat bei einer Spielbank Schulden in Höhe von 37.500 US-Dollar.
Columbo sucht Chambers auf und erkundigt sich, ob beide Brüder ihrer Ansicht nach als Täter in Betracht kommen. Die temperamentvolle Frau weist diese Vermutung jedoch mit Nachdruck zurück und macht sich damit unglaubwürdig. Der Inspektor teilt Hathaway das Ergebnis der Befragung mit, woraufhin dieser ein Treffen mit Dexter und Norman arrangiert. Im Verlauf der Unterredung erklärt der Anwalt, Clifford habe Chambers als Alleinerbin eingesetzt. Darüber hinaus unterbreitet er ein Angebot: Sofern Hathaway weiterhin Vermögensverwalter der Familie bleibt, wird er Chambers überreden, ihm ihre Abschrift des Testamentes auszuhändigen, und zusammen mit seiner Kopie verschwinden lassen. Die Gesprächspartner stimmen der Vereinbarung zu. Bevor es in Chambers Wohnung zur Übergabe kommt, wird sie vom Balkon gestoßen. Da die Polizei zur selben Zeit eintrifft, gerät auch Hathaway, der das Dokument in Eile an sich genommen hat, unter Verdacht. Derweil stellt Columbo den Mord an Clifford nach und lässt die Brüder herbeirufen. Mehrere Indizien weisen auf zwei beteiligte Personen hin: So konnte ein einzelner Mann das Opfer nicht aus der Badewanne heben und zum Fitnessraum tragen. Außerdem musste jemand die Alarmanlage ausschalten, damit der andere unbemerkt in das Haus gelangen konnte. Drittens passt die Aussage von Mrs. Peck zur Dauer des Stromausfalles nicht zur eruierten Zeitspanne, die benötigt wird, um den Weg vom Badezimmer zum Sicherungskasten im Keller zurückzulegen. Aufzeichnungen beweisen ferner, dass Dexter und Norman entgegen ihrer eigenen Beteuerung, seit zwei Jahren keinen Kontakt mehr zu pflegen, in den Tagen zuvor mehrmals miteinander telefoniert haben. Die Verdächtigen legen schließlich ein Geständnis über gemeinschaftlichen Mord ab.

## Hintergrund
Im Gegensatz zu den meisten anderen Episoden bleibt die Identität des Mörders aufgrund der Doppelrolle von Martin Landau bis zur Auflösung des Falles verborgen. Das für klassische Kriminalgeschichten bekannte Whodunit-Format ist für diese Fernsehreihe untypisch. Richard Levinson, einer der geistigen Väter der Serie und Koautoren dieser Folge, begründete die Diskrepanz folgendermaßen: “Every once in a while, we talked about doing a departure. They wanted an occasional variation on the format, so we did it with Double Shock.” (deutsch: „Hin und wieder sprachen wir über eine Abweichung. Sie wollten eine gelegentliche Variation des Formates, also haben wir es mit Doppelter Schlag gemacht.“)
Die etwa achtminütige Szene in der Kochsendung wurde von Peter Falk und Martin Landau überwiegend improvisiert. Falk erklärte: “We had a set that was very receptive to ideas. Some scenes were improvised. That one was almost totally improvised because the nature of the scene allowed it. For Columbo, there was this sudden delight about being called out of the audience and being made the center of attention.” (deutsch: „Wir hatten ein Filmset, das sehr aufgeschlossen für Ideen war. Einige Szenen wurden improvisiert. Dies hier war fast völlig improvisiert, weil die Natur der Szene es zuließ. Für Columbo war es eine unerwartete Freude, aus dem Publikum gerufen und in den Mittelpunkt der Aufmerksamkeit gerückt zu werden.“)

## Besetzung und Synchronisation
Die deutschsprachige Synchronfassung entstand im Jahr 1975 bei der Studio Hamburg Synchron nach einem Dialogbuch von Werner Bruhns.
| Figur                       | Darsteller         | Deutscher Sprecher |
| --------------------------- | ------------------ | ------------------ |
| Lieutenant Columbo          | Peter Falk         | Klaus Schwarzkopf  |
| Gaststars                   |                    |                    |
| Dexter Paris / Norman Paris | Martin Landau      | Horst Stark        |
| Mrs. Peck                   | Jeanette Nolan     | Tina Eilers        |
| Michael Hathaway            | Tim O’Connor       | Günther Jerschke   |
| Lisa Chambers               | Julie Newmar       | Renate Pichler     |
| Clifford Paris              | Paul Stewart       | Alf Marholm        |
| Weitere Darsteller          |                    |                    |
| Detective Murray            | Dabney Coleman     | Uwe Friedrichsen   |
| Mrs. Johnson                | Kate Hawley        |                    |
| Junger Anwalt               | Michael Richardson | Peter Kirchberger  |
| 2. Detective                | Robert Rothwell    | Werner Bruhns      |
| Älterer Anwalt              | Gregory Morton     | Heinz Engelmann    |
| Stickman                    | Tony Cristino      |                    |

## Rezeption
Die Fernsehzeitschrift TV Spielfilm vergab eine positive Wertung (Daumen hoch): „Doppelter Spaß auf gewohnt hohem Niveau. […] Martin Landau, für seine Darstellung in „Ed Wood“ mit dem Oscar belohnt, leiht dem Brüderpaar sein markantes Antlitz.“
Der Autor Michael Striss wertete mit drei von vier Sternen (sehr empfehlenswert). Er lobte insbesondere die Nebendarsteller: „Der kriegsähnliche Zustand zwischen Columbo und Mrs. Peck wirkt streckenweise fast überzogen. Trotzdem oder gerade deshalb ist diese Episode von großem Unterhaltungswert. Jeanette Nolan hat daran nicht unwesentlichen Anteil. Der stets verlässliche Martin Landau im Doppelpack kann hier einmal mehr zeigen, was ihm sowohl im »Kobra«-Team als auch auf seiner eher drögen »Mondbasis Alpha« meist versagt blieb: sein herrlich sardonisches Grinsen, das den Bildschirm auszufüllen vermag.“
Der Autor Mark Dawidziak ergänzte: „Tatsächlich erreicht die humorvolle Art der Serie in Doppelter Schlag eine besonders spielerische Ader. Jeanette Nolan ist wunderbar als Mrs. Peck, die empörte Haushälterin, die darum kämpft, ihren Fernseher in Betrieb und ihr Temperament unter Kontrolle zu halten. Während der Episode bringt ihre Wut auf Columbo den Detektiv immer wieder in Gefahr, das dritte Mordopfer zu werden.“